# José Augusto Delgado
José Augusto Delgado GOMM (Nova Cruz, 7 de junho de 1938 — Brasília, 8 de setembro de 2021) foi um advogado, professor universitário e magistrado brasileiro, ministro do Superior Tribunal de Justiça (STJ).

## Biografia
Filho de João Batista Delgado e Neuza Barbosa, casou-se com Maria José Costa, tendo como filhos Magnus Augusto, juiz federal da Seção Judiciária do Rio Grande do Norte, Liane Maria e Ângelo Augusto.
Iniciou os estudos primários em Santo Antônio e o ginasial na capital potiguar, ali cursando a Faculdade de Direito da Universidade Federal do Rio Grande do Norte, onde bacharelou-se em 1964. Concluiu especialização em direito civil e comercial, pela mesma universidade, em convênio com a Pontifícia Universidade Católica de São Paulo, em 1979.
Em 1964, trabalhou como advogado, prestando assessoria jurídica a empresas, ao Sindicato do Comércio Varejista e à Federação dos Trabalhadores Rurais do Rio Grande do Norte.
Ingressou na magistratura como juiz de Direito do Rio Grande do Norte em 1965, tendo atuado como juiz eleitoral entre 1965 e 1976, quando se tornou juiz federal. Integrou o Tribunal Regional Eleitoral (TRE) do Rio Grande do Norte, onde também foi corregedor (1978-1987). Em 1989, foi promovido para o cargo de desembargador do Tribunal Regional Federal da 5ª Região (TRF-5), exercendo os cargos de vice-presidente e corregedor regional (1991-1992) e presidente (1992-1993). Atuou como ministro substituto do extinto Tribunal Federal de Recursos (TFR), nos períodos de março de 1986 a fevereiro de 1987, novembro a dezembro de 1987 e outubro a dezembro de 1989.
Em 1995, foi nomeado para o cargo de ministro do Superior Tribunal de Justiça, em vaga destinada a membro de Tribunal Regional Federal. Admitido à Ordem do Mérito Militar em 1997 no grau de Comendador especial pelo presidente Fernando Henrique Cardoso, Delgado foi promovido em 2003 a Grande-Oficial pelo presidente Luiz Inácio Lula da Silva. Compôs também o Tribunal Superior Eleitoral, tanto na qualidade de ministro substituto como efetivo. Aposentou-se em 2008.
No magistério, foi professor colaborador (direito penal) e professor assistente (direito administrativo, direito processual civil e direito tributário) da Universidade Federal do Rio Grande do Norte, professor da Universidade Católica de Pernambuco (1992-1993) e professor da pós-graduação do Centro de Ensino Unificado de Brasília (UNICEUB).